# Бретт Кавано
Бретт Майкл Кавано (англ. Brett Michael Kavanaugh; нар. 12 лютого 1965, Вашингтон) — суддя Верховного суду США з 6 жовтня 2018 року. З 2006 по 2018 рр. — суддя в Апеляційному суді по округу Колумбія  (номінований на посаду президентом Джорджем Бушем).
9 липня 2018 був представлений до призначення президентом Трампом до Верховного суду США. 6 жовтня його кандидатура була затверджена Сенатом США з рахунком 50:48.

## Біографія

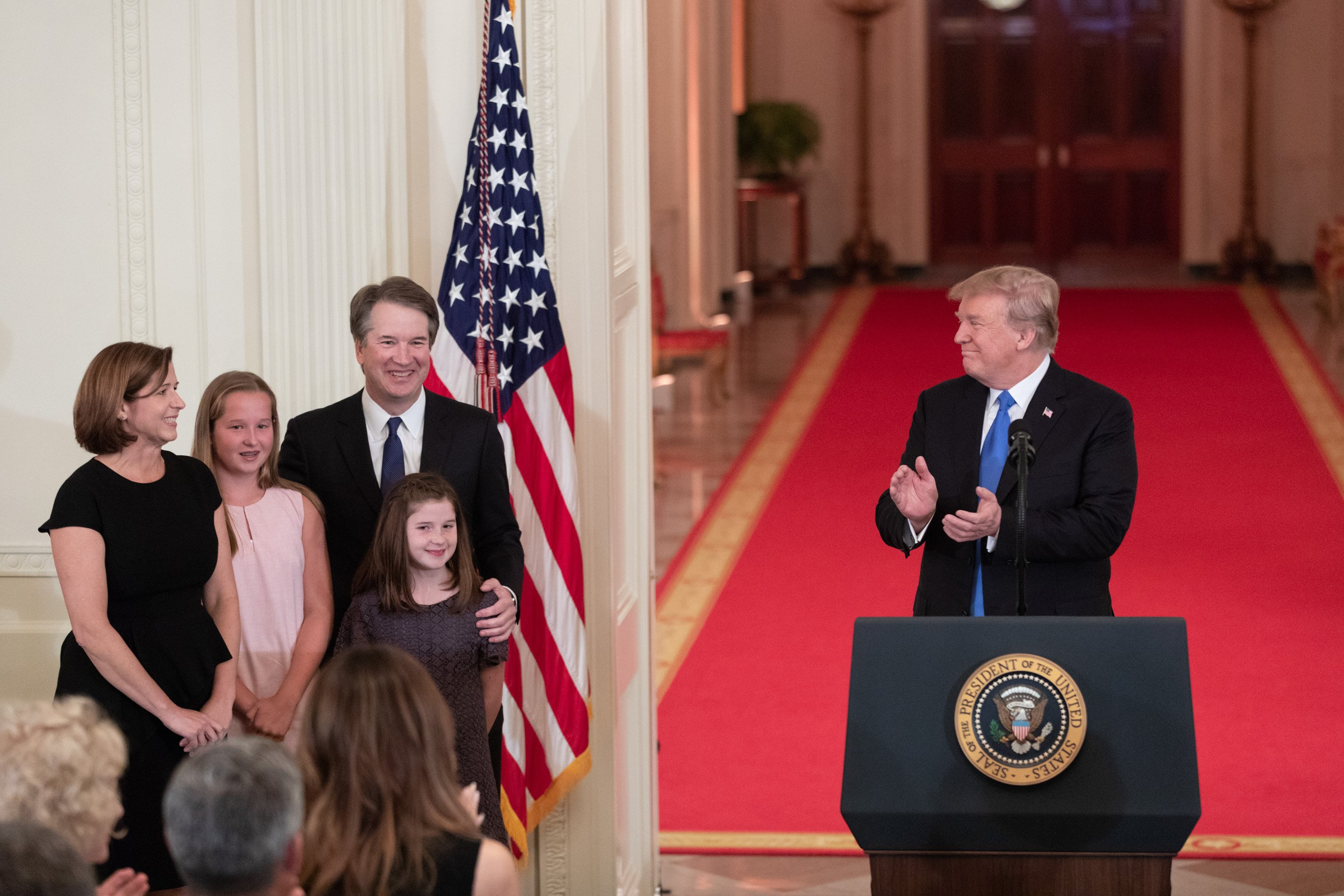
Кавано і його родина з президентом Дональдом Трампом

Виріс в місті Бетесда, штат Меріленд. Католик. Навчався в Джорджтаунській підготовчій школі.
У 1987 році отримав ступінь бакалавра мистецтв в Єльському університеті, входив до складу товариства Delta Kappa Epsilon. У 1990 році Кавано закінчив зі ступенем доктора Єльську школу права.
Кавана працював на суддю Волтера Кінга Степлтона з Апеляційного суду третього округу, пізніше був помічником судді Алекса  Козінські з Апеляційного суду дев'ятого округу, працював з генеральним соліситором Сполучених Штатів Кеннетом Старом. Кавано — колишній помічник судді Верховного суду США Ентоні Кеннеді.
Кавано був партнером юридичної фірми Kirkland & Ellis.
Секретар апарату Білого дому при президенті Буші (2003–2006).
Після номінування Кавано до Верховного Суду Крістін Блазі Форд звинуватила його в сексуальних домаганнях у 1982 році. 30 вересня відбулося сенатське слухання, за підсумками якого ініціювали розслідування ФБР. Звинувачення не були доведені, зрештою, Кавано став суддею ВС США. 